# Duloxetina
La duloxetina è un principio attivo appartenente alla classe degli inibitori della ricaptazione della serotonina e noradrenalina (SNRI) utilizzato per il trattamento della depressione maggiore, de disturbi d'ansia e altre condizioni non prettamente psichiatriche, tra cui il dolore neuropatico.
Gli effetti collaterali comuni includono bocca secca, nausea, stanchezza, vertigini, agitazione, disfunzioni sessuali e sudorazione. Gli effetti collaterali gravi comprendono ideazioni suicidarie, sindrome serotoninergica, alterazioni dell'umore e problemi epatici. Possono verificarsi sintomi da sospensione quando il trattamento viene interrotto. Si ritiene che l'uso durante la gravidanza possa danneggiare il feto.
Inizialmente sintetizzato dalla casa farmaceutica statunitense Eli Lilly, è stato approvato negli Stati Uniti e nell'Unione Europea nel 2004. È disponibile come farmaco generico.

## Utilizzi medici
La duloxetina è approvata, oppure comunemente utilizzata off-label, per il trattamento del disturbo depressivo maggiore, del disturbo d'ansia generalizzato, del dolore neuropatico, del dolore muscoloscheletrico cronico e della fibromialgia.

### Depressione maggiore
La duloxetina è stata inizialmente approvata nel 2004 per il trattamento della depressione maggiore. L'effetto terapeutico si instaura nel corso delle prime 4 settimane di trattamento. Al momento la duloxetina non è considerata un trattamento di prima linea per il trattamento della depressione maggiore.
Una review degli studi, pubblicata nel 2025, ha stimato che l'utilizzo della Duloxetina nel trattamento della depressione maggiore determina una riduzione media del punteggio della scala Hamilton di 1,81 punti ed apporta solo un modesto beneficio sulla qualità della vita percepita. Secondo i criteri stabiliti dalla review, questi miglioramenti non sono ritenuti clinicamente rilevanti. Una review della Cochrane Collaboration del 2012 non ha trovato una maggiore efficacia della duloxetina rispetto agli SSRI o altri antidepressivi più recenti ma ha anzi evidenziato che la duloxetina comporta maggiori effetti collaterali e minore tollerabilità rispetto ad altri farmaci. Pertanto, non raccomanda la duloxetina come trattamento di prima linea per il disturbo depressivo maggiore, visto anche il maggiore costo (all'epoca). La duloxetina sembra causare maggiori effetti collaterali rispetto ad altri antidepressivi.

### Disturbi d'ansia
La duloxetina è più efficace del placebo nel trattamento del disturbo d'ansia generalizzato (GAD). L'effetto si instaura generalmente nel corso delle prime 4 settimane di trattamento. Una review pubblicata negli Annals of Internal Medicine ha incluso la duloxetina tra i farmaci di prima linea per il trattamento di questo disturbo, insieme a citalopram, escitalopram, sertralina, paroxetina e venlafaxina.

### Dolore neuropatico
La duloxetina, similmente ad altri farmaci della stessa classe come la Venlafaxina, ha mostrato una certa efficacia nel trattamento del dolore neuropatico. L'effetto si instaura generalmente nelle prime due settimane di trattamento.
L'efficacia della duloxetina rispetto ai farmaci comunemente utilizzati per il trattamento del dolore neuropatico, in particolare nel contesto della neuropatia diabetica, non è chiara. Una review sistematica ha osservato che antidepressivi triciclici (imipramina e amitriptilina), gli anticonvulsivanti (pregabalin) e gli oppioidi hanno una maggiore efficacia e una simile tollerabilità rispetto alla duloxetina. Un'altra review ha stabilito che il beneficio sul dolore cronico di moderata intensità determinato dalla duloxetina (nel contesto della neuropatia diabetica) è clinicamente non significativo, non raccomandandone quindi l'utilizzo. Una review della Cochrane Collaboration ha in ogni caso concluso che le evidenze a supporto dell'efficacia della duloxetina nel trattamento della neuropatia diabetica sono solide e che ulteriori studi dovrebbero concentrarsi sul confronto dell'efficacia con gli altri trattamenti. Confrontando i risultati degli studi, le dosi medie più efficaci nel trattamento del dolore neuropatico diabetico sono nell'ordine di 120 mg/giorno. La duloxetina è efficace anche nel trattamento del dolore neuropatico nei pazienti con sclerosi multipla e può essere combinata con pregabalin per sortire un maggiore effetto terapeutico.

### Fibriomialgia e dolore cronico
La duloxetina ha mostrato in diversi studi una efficacia nella riduzione del dolore cronico, anche di origine non neuropatica, in particolare nel contesto della fibromialgia migliorando nel contempo la sensazione di energia, le performance fisiche e mentali. È utile anche nel caso di dolore da osteoartrite, del dolore muscoloscheletrico cronico e del dolore cronico alla parte bassa della schiena.

### Incontinenza urinaria
La duloxetina non ha ottenuto l'approvazione negli Stati Uniti per il trattamento dell'incontinenza urinaria da stress a causa del rischio di tossicità epatica e di ideazioni suicidarie. Tuttavia ha mostrato efficacia nel trattamento del disturbo ed è a tale scopo utilizzata nel Regno Unito e in Italia per controllare i sintomi dell'incontinenza urinaria e dell'enuresi notturna, con dosaggi di 20 e 40 milligrammi.

## Dosaggi
La duloxetina è disponibile sotto forma di capsule da 30 mg e 60 mg. 
- Per il trattamento degli episodi depressivi, la posologia iniziale giornaliera consigliata è di 60 mg, ma in pazienti sensibili può essere iniziata alla posologia di 30 mg al giorno, per poi essere aumentata a 60 mg e successivamente se necessario può essere raddoppiata in base al parere clinico non superando la dose di 120 mg giornalieri.
- Per il trattamento del dolore neuropatico periferico nei pazienti con più di 18 anni la posologia consigliata varia da 60 mg a successivamente 90 mg, e 120 mg al giorno come dose massimale.
- Per il trattamento della lombalgia cronica il dosaggio varia dai 60 mg ai 120 mg al giorno.

## Farmacodinamica
La duloxetina è un inibitore della ricaptazione della serotonina e in misura minore della noradrenalina. Mostra anche un effetto sui livelli di dopamina nella corteccia prefrontale, non per un effetto diretto sulle sue proteine trasportatrici ma perché in queste strutture cerebrali la ricaptazione dalla dopamina è mediata anche dai trasportatori della noradrenalina.
La duloxetina non mostra una significativa affinità per i trasportatori di riassorbimento di dopamina, colina, istamina, oppioidi, glutammato o GABA, rendendola quindi un inibitore selettivo del riassorbimento per serotonina e noradrenalina. Pur subendo un ampio metabolismo, i principali metaboliti circolanti non contribuiscono in modo rilevante all'attività farmacologica. Studi in vitro, utilizzando preparati sinaptosomiali isolati dalla corteccia cerebrale del ratto, hanno dimostrato che la duloxetina è circa tre volte più potente nell'inibire il riassorbimento della serotonina rispetto a quello della noradrenalina.

## Effetti indesiderati
Gli effetti indesiderati sono per lo più di moderata intensità e consistono principalmente in disturbi gastrici (nausea, stitichezza, dolore addominale), disfunzioni sessuali (calo della libido, anorgasmia), mal di testa, vertigini, xerostomia e sudorazione eccessiva. Questi effetti sono segnalati in media da oltre il 20% degli utilizzatori del farmaco, tendono ad essere più intensi nelle prime settimane di trattamento per poi migliorare ad eccezione dei disturbi della sfera sessuali che tendono invece a persistere per tutto il periodo di assunzione (a volte anche dopo la sospensione per un periodo indefinito).
Un RCT del dicembre 2011 fatto da ricercatori della Yale University School of Medicine, mostra che in un sottogruppo di pazienti trattati con duloxetina (non-responder trattati con il farmaco) lo stato depressivo nel tempo peggiorava più che nei pazienti trattati con placebo. Ciò a conferma dell'importanza del monitoraggio costante dei rischi e dei benefici dei farmaci antidepressivi serotoninergici usati per la depressione. Alla sospensione del trattamento può verificarsi una sindrome da astinenza.